# The Mask (film 1918)
The Mask è un film muto del 1918 diretto da Thomas N. Heffron.

## Trama
Il giovane Billy Taylor organizza un vivace party ma, quando si trova davanti al suo danaroso zio, senza riconoscerlo, lo tratta freddamente. Quest'ultimo resta così offeso che decide di diseredare il nipote, lasciando tutti suoi averi a Sally Taylor, una ragazza della working class. Sally, tutta presa da quell'insperata fortuna, si prefigge di entrare nell'alta società: lascia quindi il fidanzato, Sam Joplin, troppo modesto per lei, e ordina alla sorella Babe di sposarsi con un aristocratico. Billy, intanto, ha trovato lavoro come assistente proprio di Sam, l'ex fidanzato di Sally e, quando conosce Babe, se ne innamora.
Sally, alla fine, si renderà conto che l'uomo che vuole far sposare alla sorella non è che un volgare cacciatore di dote. Lei, d'altro canto, si stufa ben presto della vita del gran mondo e ritorna da Sam. Finalmente libera, Babe può dedicarsi a Billy, con il quale si mette a fare piani per il matrimonio.

## Produzione
Il film fu prodotto dalla Triangle Film Corporation.

## Distribuzione
Distribuito dalla Triangle Distributing, uscì nelle sale cinematografiche statunitensi il 1º settembre 1918. È conosciuto anche con il titolo The Mask of Riches.